# Anzenhof (Gemeinde Wölbling)
Anzenhof ist eine Ortschaft und eine Katastralgemeinde der Marktgemeinde Wölbling im Bezirk St. Pölten-Land in Niederösterreich. Die Ortschaft hat 167 Einwohner (Stand 1. Jänner 2024).

## Geschichte
Anzenhof wird urkundlich (nachweisbar) erstmals 1180 unter dem Namen „Anzodorf“ erwähnt. Anzenhof, Ortsteil der ehemaligen Gemeinde Hausheim, war ein Bergwerksdorf (Ton und Braunkohle früher im Stollenabbau in der Anlage Hermannschacht, dann Tagebau, seit circa 1964 geschlossen). Heute ist Anzenhof ein Industrie- und Wohndorf (ehemalige Landmaschinenfabrikation).
Im Jahr 1822 wurde der Ort als Dorf mit acht Häusern genannt, das nach Oberwölbling eingepfarrt war, wohin auch die Kinder eingeschult wurden. Die Herrschaft Walpersdorf besaß die Ortsobrigkeit aus und besorgte die Konskription. Die Landgerichtsbarkeit wurde von der Herrschaft Oberwölbling zu Traismauer ausgeübt.
Laut Adressbuch von Österreich waren im Jahr 1938 in Anzenhof zwei Fleischer, ein Gastwirt und zwei Gemischtwarenhändler ansässig, weiters gab es ein Kino, die Statzendorfer Kohlenwerk Zieglerschächte Aktien-Gesellschaft und einen Sandgewinnungsbetrieb.
Mit 1. Jänner 1970 wurde Anzenhof mit Hausheim nach Wölbling eingemeindet.